# Riu Nagar (Índia)
Nagar és un riu de Bengala Occidental i Bihar, al nord del primer estat, originat al districte de Purnia a Bihar; corre en direcció sud durant 145 km i forma el límit entre Purnia i el districte de North Dinajpur fins que desaigua al Mahananda a 25° 29′ 45″ N, 88° 07′ 00″ E / 25.49583°N,88.11667°E. Els seus afluents principals són el Patki i el Kulik.